# Banaran (Tembarak)
Banaran is een bestuurslaag in het regentschap Temanggung van de provincie Midden-Java, Indonesië. Banaran telt 1841 inwoners (volkstelling 2010).